# Langevåg (Sula)
Langevåg is een plaats op het eiland Sula in fylke Møre og Romsdal. Het dorp met ruim 4.500 inwoners, is de hoofdplaats van de gemeente Sula. Langevåg ligt aan de Borgundfjord tegenover Ålesund. Tussen beide plaatsen vaart een veerboot.

## Geboren in Langevåg
- Nils Petter Molvær, jazztrompettist